# Challans

Challans este o comună în departamentul Vendée, Franța. În 2009 avea o populație de 18,680 de locuitori.